# М (слово ћирилице)
Слово М је петнаесто слово српске ћирилице.
Развијено је од грчког слова Μ.  Изговара се као м и тако пише латиницом.
Традиционално име слова је мыслите, а у новије време употребљава се скраћени назив ем.
| Штампано | Писано |
| -------- | ------ |
| М м      | М м    |

## Употреба
Као што се употребљава у азбукама различитих језика, Ем представља следеће гласове:
- двоуснени носни сугласник , као што је изговор ⟨м⟩ у "рум" или "месо".
- палатализовани двоуснени носни сугласник

Изговори приказани у табели главни су за сваки језик.
| Језик                 | Место у азбуци | Изговор |
| --------------------- | -------------- | ------- |
| Белоруски језик       | 14.            | ,       |
| Бугарски језик        | 13.            | ,       |
| Македонски језик      | 16.            |         |
| Руски језик           | 14.            | ,       |
| Српско-хрватски језик | 15.            |         |
| Украјински језик      | 17.            |         |

## Рачунарски кодови
| Знак                      | М                          | М                          | м                        | м                        |
| ------------------------- | -------------------------- | -------------------------- | ------------------------ | ------------------------ |
| Назив у Уникоду           | CYRILLIC CAPITAL LETTER EM | CYRILLIC CAPITAL LETTER EM | CYRILLIC SMALL LETTER EM | CYRILLIC SMALL LETTER EM |
| Врста кодирања            | децимална                  | хексадецимална             | децимална                | хексадецимална           |
| Уникод                    | 1052                       | U+041C                     | 1084                     | U+043C                   |
| UTF-8                     | 208 156                    | D0 9C                      | 208 188                  | D0 BC                    |
| Нумеричка референца знака | &#1052;                    | &#x41C;                    | &#1084;                  | &#x43C;                  |
| KOI8-R and KOI8-U         | 237                        | ED                         | 205                      | CD                       |
| Code page 855             | 211                        | D3                         | 210                      | D2                       |
| Code page 866             | 140                        | 8C                         | 172                      | AC                       |
| Windows-1251              | 204                        | CC                         | 236                      | EC                       |
| ISO-8859-5                | 188                        | BC                         | 220                      | DC                       |
| Macintosh Cyrillic        | 140                        | 8C                         | 236                      | EC                       |